# Arthur Grundmann
Arthur Grundmann (23 de março de 1920 – 16 de agosto de 1987) foi um político alemão do Partido Democrático Liberal (FDP) e ex-membro do Bundestag alemão.

## Vida
Na eleição para o primeiro Bundestag em 1949, ele foi eleito para o parlamento pela lista do estado da Renânia do Norte-Vestfália do FDP. Grundmann foi membro titular do Comité de Petições para o Trabalho e, de outubro de 1950 a outubro de 1951, também do Comité de Assuntos Fronteiriços.

## Literatura
Herbst, Ludolf; Jahn, Bruno (2002).  Vierhaus, ed. Biographisches Handbuch der Mitglieder des Deutschen Bundestages. 1949–2002 (em alemão). München: De Gruyter - De Gruyter Saur. 1715 páginas. ISBN 978-3-11-184511-1